# Tre vite allo specchio
Tre vite allo specchio (If These Walls Could Talk) è un film per la televisione del 1996, diretto da Nancy Savoca e Cher, e prodotto per la HBO negli USA. Il film, ambientato nella stessa casa, ripercorre le storie di tre donne che affrontano l'aborto ognuno a modo suo, in contesti sociali e politici diversi (1952, 1974, 1996).
Il film ha avuto un sequel nel 2000, Women con Sharon Stone, Michelle Williams, Chloë Sevigny e Ellen DeGeneres.

## Trama
- Episodio 1952: Claire Donnelly (Demi Moore) è un'infermiera vedova che vive nella periferia di Chicago, che si scopre incinta, in un'epoca in cui l'aborto è illegale.
- Episodio 1974: Barbara Barrows (Sissy Spacek), è una madre di quattro figli, che al momento di tornare a lavorare, si scopre nuovamente incinta.
- Episodio 1996: la Dr.ssa Beth Thompson (Cher) si ritrova ad assistere una studentessa diciottenne  rimasta incinta del suo professore sposato, che vorrebbe abortire ma ha paura.

## Cast
Segmento 1952:
- Demi Moore - Claire Donnelly
- Catherine Keener - Becky
- Shirley Knight - Mary Donnelly
- Jason London - Kevin Donnelly
- CCH Pounder - Jenny Ford

Segmento 1974:
- Sissy Spacek - Barbara Barrows
- Hedy Burress - Linda Barrows
- Xander Berkeley - John Barrows
- Ian Bohen - Scott Barrows
- Joanna Gleason - Julia

Segmento 1996:
- Anne Heche - Christine Cullen
- Jada Pinkett Smith - Patti
- Cher - Dr. Beth Thompson
- Craig T. Nelson - Jim Harris
- Rita Wilson - Leslie